# Aurel Cioranu
Aurel Cioranu (17 octombrie 1929, București - 7 august 2014, București) a fost un actor român de teatru și film.
A absolvit în anul 1954 Institutul de Artă Teatrală și Cinematografică din București.

## Filmografie
- ...Și Ilie face sport (1954)
- La „Moara cu noroc” (1957) - Lae
- Erupția (1957)
- D-ale carnavalului (1959) - catindatul
- Doi vecini (1959) - ordonanța locotenentului
- Aproape de soare (1961)
- Lumină de iulie (1963)
- Cine va deschide usa (1967)
- Pantoful Cenușăresei (1969)
- Haiducii lui Șaptecai (1971)
- Brigada Diverse în alertă! (1971)
- Explozia (1972)
- Păcală (1974)
- Porțile albastre ale orașului (1974)
- Elixirul tinereții (1975)
- Eu, tu, și... Ovidiu (1978)
- Mai presus de orice (1978)
- Învingătorul (1981)
- De ce trag clopotele, Mitică? (1981)
- O scrisoare pierdută (spectacol TV, 1982)
- Rămân cu tine (1982)
- Omul din Buzău (1988) - teatru TV
- Enigmele se explică în zori (1989)